# HOXA3
HOXA3‏ (Homeobox A3) هوَ بروتين يُشَفر بواسطة جين HOXA3 في الإنسان.